# Vyšný Komárnik
Vyšný Komárnik és un poble i municipi d'Eslovàquia. Es troba a la regió de Prešov, al nord del país.

## Història
La primera referència escrita de la vila data del 1600.

## Demografia
| Godina             | 1994 | 2004   | 2014   | 2024   |
| ------------------ | ---- | ------ | ------ | ------ |
| Nombre de persones | 74   | 76     | 71     | 64     |
| Diferència         |      | +2,70% | −6,57% | −9,85% |

| Godina             | 2023 | 2024   |
| ------------------ | ---- | ------ |
| Nombre de persones | 68   | 64     |
| Diferència         |      | −5,88% |